# دودلي ماثيوز
دودلي ماثيوز (11 سبتمبر 1916 - 3 ديسمبر 1968) (بالإنجليزية: Dudley Matthews)‏ هو لاعب كريكت بريطاني (وحمل سابقاً جنسية المملكة المتحدة لبريطانيا العظمى وأيرلندا).

## وصلات خارجية
- دودلي ماثيوز على موقع إي آس بي آن كريك إنفو (الإنجليزية)